# اس‌اس جان هاروی

{{Infobox ship characteristics
اس‌اس جان هاروی (به انگلیسی: SS John Harvey) یک کشتی بود که طول آن *۴۴۱ فوت ۶ اینچ (۱۳۴٫۵۷ متر) Length overall بود. این کشتی در سال۱۹۴۲ (میلادی)|۱۹۴۲]] ساخته شد.